# Temporada 1975-76 de los Seattle SuperSonics
La temporada 1975-76 fue la novena de los Seattle SuperSonics en la NBA. La temporada regular acabó con 43 victorias y 39 derrotas, ocupando el tercer puesto de la conferencia Oeste, clasificándose para los playoffs, en los que cayeron en las semifinales de conferencia ante los Phoenix Suns.

## Elecciones en elDraft
| Ronda | Puesto | Jugador        | Posición | Nacionalidad   | Universidad/Club |
| ----- | ------ | -------------- | -------- | -------------- | ---------------- |
| 1     | 12     | Frank Oleynick | Base     | Estados Unidos | Seattle          |
| 2     | 21     | Bruce Seals    | Alero    | Estados Unidos | Utah Stars (ABA) |

## Temporada regular
| División Pacífico       | División Pacífico | División Pacífico | División Pacífico | División Pacífico | División Pacífico | División Pacífico | División Pacífico | División Pacífico |
| Equipo                  | G                 | P                 | %                 | PD                | Casa              | Fuera             | Div               |                   |
| ----------------------- | ----------------- | ----------------- | ----------------- | ----------------- | ----------------- | ----------------- | ----------------- | ----------------- |
| y-Golden State Warriors | 59                | 23                | .720              | –                 | 36–5              | 23–18             | 17–9              |                   |
| x-Seattle SuperSonics   | 43                | 39                | .524              | 16                | 31–10             | 12–29             | 12–14             |                   |
| x-Phoenix Suns          | 42                | 40                | .512              | 17                | 27–14             | 15–26             | 15–11             |                   |
| Los Angeles Lakers      | 40                | 42                | .488              | 19                | 31–11             | 9–31              | 10–16             |                   |
| Portland Trail Blazers  | 37                | 45                | .451              | 22                | 25–15             | 12–30             | 11–15             |                   |

## Playoffs

### Semifinales de Conferencia
Seattle SuperSonics vs. Phoenix Suns 
| Fecha       | Partido                                   | Ciudad  |
| ----------- | ----------------------------------------- | ------- |
| 13 de abril | Seattle SuperSonics 102, Phoenix Suns 93  | Seattle |
| 15 de abril | Seattle SuperSonics 111, Phoenix Suns 116 | Seattle |
| 18 de abril | Phoenix Suns 103, Seattle SuperSonics 91  | Phoenix |
| 20 de abril | Phoenix Suns 130, Seattle SuperSonics 114 | Phoenix |
| 25 de abril | Seattle SuperSonics 114, Phoenix Suns 108 | Seattle |
| 27 de abril | Phoenix Suns 123, Seattle SuperSonics 111 | Phoenix |
|             | Phoenix Suns gana las series 4-2          |         |

## Estadísticas
| Rk | Jugador         | Edad | P  | PT | MP   | TC  | TCI  | %TC  | TL  | TLI | %TL  | RO  | RD  | RT  | AS  | RB  | TAP | BP | FP  | PTS  |
| -- | --------------- | ---- | -- | -- | ---- | --- | ---- | ---- | --- | --- | ---- | --- | --- | --- | --- | --- | --- | -- | --- | ---- |
| 1  | Slick Watts     | 24   | 82 |    | 33.9 | 5.3 | 12.4 | .427 | 2.4 | 4.2 | .578 | 1.4 | 3.1 | 4.5 | 8.1 | 3.2 | 0.2 |    | 3.3 | 13.0 |
| 2  | Fred Brown      | 27   | 76 |    | 33.1 | 9.8 | 20.0 | .488 | 3.6 | 4.1 | .869 | 1.5 | 2.7 | 4.2 | 2.7 | 1.9 | 0.2 |    | 2.4 | 23.1 |
| 3  | Leonard Gray    | 24   | 66 |    | 32.4 | 6.0 | 12.6 | .474 | 1.9 | 2.6 | .746 | 1.7 | 4.4 | 6.0 | 3.1 | 1.1 | 0.5 |    | 3.9 | 13.8 |
| 4  | Tom Burleson    | 23   | 82 |    | 32.3 | 6.0 | 12.6 | .481 | 3.5 | 4.7 | .750 | 3.1 | 5.9 | 9.0 | 2.2 | 0.9 | 1.8 |    | 3.3 | 15.6 |
| 5  | Bruce Seals     | 22   | 81 |    | 30.1 | 4.8 | 11.0 | .436 | 2.2 | 3.3 | .678 | 1.9 | 4.3 | 6.3 | 1.5 | 0.8 | 0.5 |    | 3.9 | 11.8 |
| 6  | Mike Bantom     | 24   | 66 |    | 22.8 | 3.2 | 6.8  | .471 | 2.0 | 2.9 | .675 | 2.0 | 3.6 | 5.6 | 1.5 | 0.4 | 0.4 |    | 3.2 | 8.4  |
| 7  | Herm Gilliam    | 29   | 81 |    | 20.3 | 3.7 | 8.3  | .442 | 1.1 | 1.4 | .776 | 0.7 | 2.0 | 2.7 | 2.5 | 1.0 | 0.1 |    | 1.7 | 8.5  |
| 8  | Tal Skinner     | 23   | 72 |    | 17.0 | 1.8 | 4.0  | .463 | 0.7 | 1.1 | .613 | 1.2 | 2.4 | 3.7 | 0.9 | 0.7 | 0.1 |    | 1.6 | 4.3  |
| 9  | Willie Norwood  | 28   | 64 |    | 15.7 | 2.3 | 4.7  | .485 | 2.4 | 3.2 | .749 | 1.4 | 2.2 | 3.6 | 0.9 | 0.7 | 0.1 |    | 2.2 | 6.9  |
| 10 | John Hummer     | 27   | 29 |    | 12.6 | 1.1 | 2.3  | .478 | 0.6 | 1.4 | .415 | 0.7 | 1.9 | 2.7 | 0.9 | 0.2 | 0.3 |    | 2.4 | 2.8  |
| 11 | Frank Oleynick  | 20   | 52 |    | 12.5 | 2.4 | 6.1  | .402 | 1.0 | 1.5 | .688 | 0.2 | 0.7 | 0.9 | 1.0 | 0.4 | 0.1 |    | 1.2 | 5.9  |
| 12 | Al Carlson      | 24   | 28 |    | 10.0 | 1.0 | 2.8  | .342 | 0.6 | 1.0 | .621 | 1.1 | 1.5 | 2.6 | 0.5 | 0.3 | 0.4 |    | 1.4 | 2.6  |
| 13 | Zaid Abdul-Aziz | 29   | 27 |    | 8.3  | 1.3 | 2.8  | .467 | 0.6 | 1.1 | .552 | 1.1 | 1.7 | 2.8 | 0.6 | 0.3 | 0.6 |    | 1.1 | 3.2  |
| 14 | Rod Derline     | 23   | 49 |    | 6.9  | 1.5 | 3.7  | .403 | 0.9 | 1.1 | .804 | 0.2 | 0.4 | 0.6 | 0.5 | 0.2 | 0.0 |    | 0.4 | 3.9  |
| 15 | Gene Short      | 22   | 7  |    | 5.3  | 0.9 | 1.6  | .545 | 0.1 | 0.3 | .500 | 0.3 | 0.7 | 1.0 | 0.3 | 0.0 | 0.0 |    | 0.7 | 1.9  |

## Galardones y récords
| Jugador     | Galardón |
| Slick Watts | Mejor quinteto defensivo de la NBA Premio Mejor Ciudadano J. Walter Kennedy Líderes en asistencias de la NBA Líderes en robos de la NBA |
| Fred Brown  | All-Star |